# Campeonato mundial A de hockey patines masculino de 1947
El III Campeonato mundial de hockey sobre patines masculino y XIII Campeonato europeo se celebró en Lisboa, Portugal, entre el 18 de mayo y el 24 de mayo de 1947. 
En el torneo participaron las selecciones de 7 países incluidos en un único grupo.
El vencedor del torneo, disputado por el método de liguilla fue la selección de Portugal. La segunda plaza fue para la selección de Bélgica y la medalla de Bronce para la selección de España.
Esta edición del torneo se caracterizó por ser la primera después de la II Guerra Mundial, excluyendo de la misma la participación de Alemania. También se caracterizó por ser la primera de una serie de 10 ediciones en que el torneo se disputó anualmente (1947-1956).

## Equipos participantes
Las 7 selecciones nacionales participantes del torneo pertenecen a Europa. Respecto de las 2 ediciones anteriores del torneo, se excluye la participación de Alemania e ingresa por primera vez España.
|            |
| Bélgica    |
| España     |
| Francia    |
| Inglaterra |
| Italia     |
| Portugal   |
| Suiza      |

## Torneo
| Equipo     | Pts | PJ | PG | PE | PP | GF | GC | DG  |
| ---------- | --- | -- | -- | -- | -- | -- | -- | --- |
| Portugal   | 12  | 6  | 6  | 0  | 0  | 27 | 8  | +19 |
| Bélgica    | 7   | 6  | 3  | 1  | 2  | 24 | 14 | +10 |
| España     | 7   | 6  | 3  | 1  | 2  | 13 | 14 | -1  |
| Italia     | 6   | 6  | 3  | 0  | 3  | 20 | 16 | +4  |
| Inglaterra | 6   | 6  | 3  | 0  | 3  | 16 | 19 | -3  |
| Francia    | 4   | 6  | 2  | 0  | 4  | 12 | 22 | -10 |
| Suiza      | 0   | 6  | 0  | 0  | 6  | 10 | 29 | -19 |

- Resultados

| Fecha    | Partido    | Partido | Partido    | Resultado |
| -------- | ---------- | ------- | ---------- | --------- |
| 17.05.47 | España     | -       | Suiza      | 2-1       |
| 17.05.47 | Inglaterra | -       | Francia    | 3-2       |
| 17.05.47 | Portugal   | -       | Bélgica    | 7-2       |
| 18.05.47 | Italia     | -       | Suiza      | 7-2       |
| 18.05.47 | Bélgica    | -       | Francia    | 6-2       |
| 18.05.47 | Portugal   | -       | España     | 2-1       |
| 19.05.47 | Inglaterra | -       | Suiza      | 5-2       |
| 19.05.47 | Portugal   | -       | Francia    | 7-1       |
| 19.05.47 | Bélgica    | -       | Italia     | 3-4       |
| 20.05.47 | Italia     | -       | Francia    | 0-1       |
| 20.05.47 | Portugal   | -       | Suiza      | 5-2       |
| 20.05.47 | España     | -       | Inglaterra | 2-5       |
| 21.05.47 | España     | -       | Francia    | 3-2       |
| 21.05.47 | Bélgica    | -       | Inglaterra | 6-0       |
| 21.05.47 | Portugal   | -       | Italia     | 3-2       |
| 22.05.47 | Francia    | -       | Suiza      | 4-3       |
| 22.05.47 | Bélgica    | -       | España     | 1-1       |
| 22.05.47 | Italia     | -       | Inglaterra | 4-3       |
| 23.05.47 | Portugal   | -       | Inglaterra | 3-0       |
| 23.05.47 | Bélgica    | -       | Suiza      | 6-0       |
| 23.05.47 | España     | -       | Italia     | 4-3       |

## Clasificación final
| 1. Portugal   |
| 2. Bélgica    |
| 3. España     |
| 4. Italia     |
| 5. Inglaterra |
| 6. Francia    |
| 7. Suiza      |